# Intenium
INTENIUM GmbH — европейский дистрибьютор и издатель компьютерных игр формата casual games для женской аудитории.
Стратегически важным направлением деятельности компания INTENIUM является работа в областях Social- & Casual Multiplayer Online Gaming, так, например, INTENIUM развивает такие продукты как «Бонга Online» и «Alamandi (Аламанди)».
Исторически компания занимается скачиваемыми играми и на данный момент имеет широкую онлайновую дистрибуционную сеть в Западной Европе и доступ к большинству европейских розничных сетей. За годы работы в игровой индустрии компанией были созданы ряд таких потребительских брендов, как «DEUTSCHLAND SPIELT!», «SCREENSEVEN», «INSIDER TALES», «ALAMANDI» (в сотрудничестве с компаний Ravensburger).

## О компании
Головной офис INTENIUM находится в г.Гамбург, Германия, компания также имеет в своей структуре студию разработки INTENIUM Studio в г.Калининград, Россия.
INTENIUM обладает налаженными партнерскими отношения как с распространителями в сети Интернет (Bild.de, Sat1, RTL, Games Load), так и с крупными ретейлерами (Saturn, Karstadt, Auchan, Bart Smit, Tesco). Компания сотрудничает с издателями и разработчиками казуальных игр по всему миру. Немаловажную роль в деятельности компании занимает продюсирование проектов сторонних разработчиков. У компании имеется успешный опыт работы с такими студиями разработки как «DeepShadows», «Alt.A», «Lesta», «World-Loom» и др. В компании работает порядка 70+ сотрудников. Ежегодно INTENIUM выводит на рынок около 300 новых продуктов.

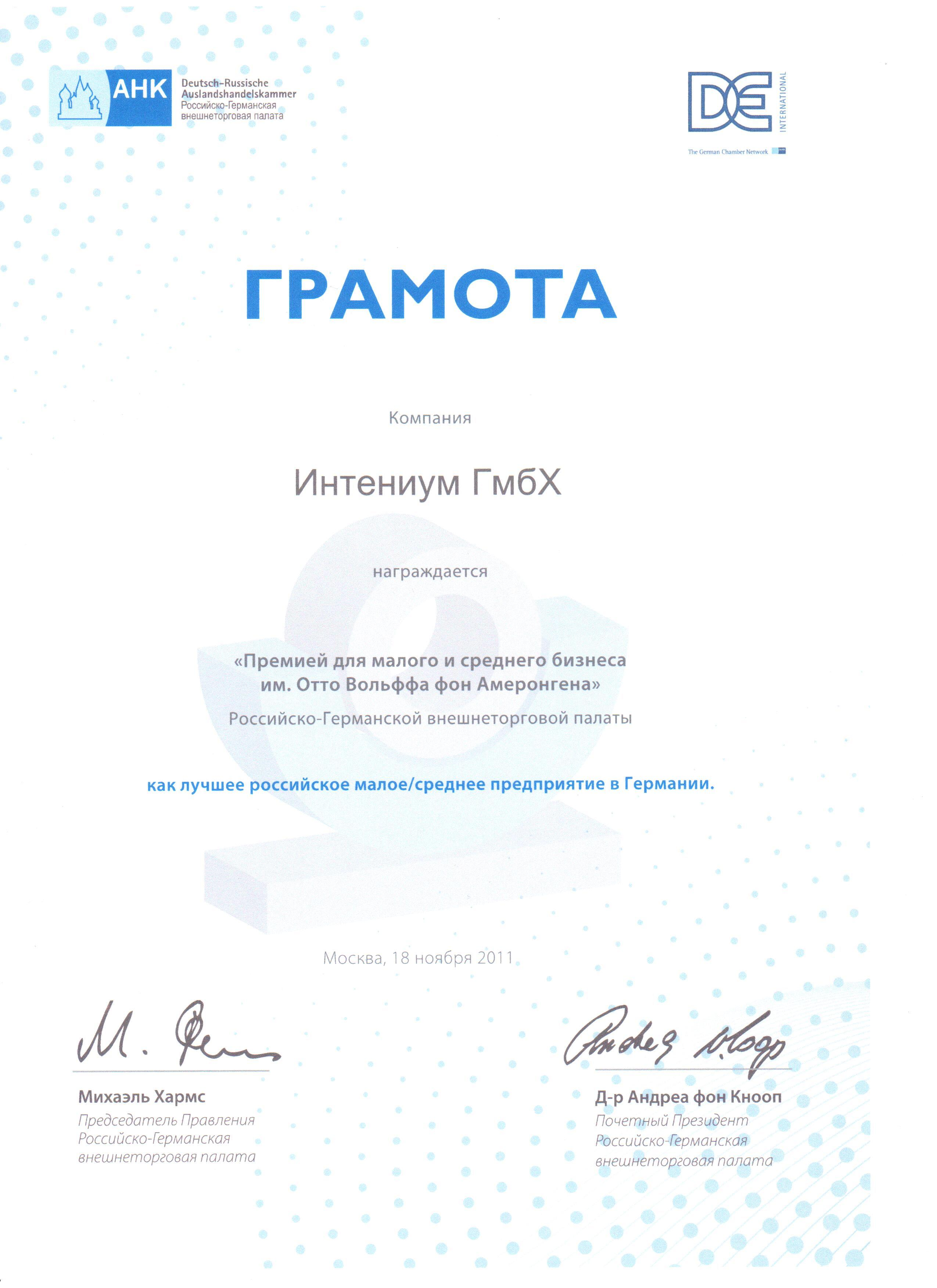

Компания INTENIUM обладает интеллектуальными правами на многие казуальные игры для PC и приставок Nintendo. Игры выпускаются на русском, английском, немецком, французском, испанском, итальянском, голландском, шведском, польском, корейском и японском языках. К числу собственных разработок компании относятся игры серий: «Операция жук», «Затерянная лагуна», «Бриллиантовый бум», «Из первых рук» и др.
INTENIUM активно использует ТВ рекламу для продвижения своих сервисов и игр, а также позиционирования бренда. Ключевыми партнерам компании являются немецкие телеканалы Sat.1, RTL и RTL2, а также французский М6. Кроме того сотрудничество касается интернет порталов телеканалов, на которых размещаются секции казуальных игр из портфолио INTENIUM. Интернет порталы телеканалов являются крупными информационно-развлекательных ресурсами, представляющими развлечения на любой вкус. Сотрудничая с INTENIUM телеканалы способны дополнительно монетизировать свою аудиторию.
18 ноября 2011 компания INTENIUM была удостоена премии для малого и среднего бизнеса им. Отто Вольффа фон Амеронгена за 2011. Компания названа «Лучшей российской компанией среднего бизнеса в Германии». Премия, которая вручается Российско-Германской Внешнеторговой палатой раз в два года, отмечает выдающиеся достижения немецких и российских малых, средних и семейных предприятий, успешно работающих в России, а также достижения российских предприятий, представленных в Германии.

## Бизнес-модель компании
Одной из основных бизнес-моделей компании INTENIUM является freemium, свойственный для бесплатных многопользовательских игр. Его характеризует совершенно бесплатное участие игроков в игре с одной стороны и предоставление удобной системы микро-транзакций (продажа предметов item-selling, валюты game-coins, оплата ускорение процессов) и системы покупки абонемента (подписка), с другой. Также данная модель называется free-to-play.
Исторически основной моделью является условно-бесплатное распространение игр в сети Интернет, в частности это система представляет собой процесс бесплатного скачивания игры пользователем и возможность её опробовать в течение определённого интервала времени, после чего период демоверсии истекает (игра блокируется) и пользователь решает для себя оплачивать или нет лицензионный сбор — стоимость игры, чтобы продолжить играть. Иначе эта модель называется «попробуй, прежде чем купить».
Кроме того, компания выпускает игры различных жанров на CD для розничной продажи под брендом «Deutschland spielt».

## Сеть распространения
Сеть распространения INTENIUM включает собственный немецкоязычный портал Deutschland-Spielt, являющийся самым крупным в Германии, а также международные собственные и партнерские порталы казуальных игр в США, Англии, Франции, Швеции, Дании, России, Нидерландов и других странах по всему миру, использующие готовое решение по скачиванию игр на основе технологии Game Center (Игровой центр). Данная технология представляет собой удобный инструмент маркетинга, позволяющий настраивать индивидуально управление игровыми зонами на порталах-партнерах, защищать программные продукты от несанкционированного доступа, а также не терять контакт с пользователем, однажды установившим игру, с помощью встроенной системы оповещения Tray Client.

## Перспективы развития отрасли
Наблюдаются общие для всех сегментов игрового рынка тенденции роста доли онлайн-игр. Free-to-play уже стал преобладающей моделью распространения игр. Также наблюдается размывание границ социальных, казуальных, мобильных и онлайн-игр.
В будущем деление игр будет одно: казуальные и хардкорные. Платформа, на которой пользователь играет, не будет иметь решающего значения. Успешные игры станут доступными в любое время и в любом месте, чему способствует развитие и совершенствование мультиплатформенности. Все большее значение для конечного пользователя будет иметь социальная составляющая игр (возможность играть по сети, игра с друзьями в рамках соц. сетей и тд.)

## Аламанди (Alamandi)
Игровой мир Аламанди воплотил в себе идею многопользовательского мультиплеерного онлайн мира, ориентированного на ключевую аудиторию казуальных игр.
Игроки Аламанди путешествуют между городами-локациями на воздушных шарах, играют друг с другом, совместно решают игровые задачи онлайн мира, одновременно исследуя и преобразуя его. Пользователи участвуют в мини-играх, соревнуясь за обладание сокровищами, развивают своих персонажей. Наиболее популярными мини-играми мира Аламанди являются «Черепашка» (принцип три в ряд), «Bingo» (разновидность лото) и «Yahzee» (покер на костях)
«Аламанди» можно охарактеризовать наличием большого числа элементов свойственных социальным сетям и обширным возможностям взаимодействия игроков. Участие в игре «Аламанди» является бесплатным. В основе бизнес-модели система микро-транзакций (продажа предметов item-selling и game-coins) и система покупки абонемента (подписка), который не является обязательной для пользователей.
Игра «Аламанди» была номинирована в 2010 году на «LARA Online», авторитетную премию игровой индустрии Германии. LARA Awards — престижная премия, вручаемая в пяти номинациях за достижения в игровой индустрии.
В апреле-мае 2011 года среди игроков мира Аламанди разыгрывался 1.000.000 евро. Акция сопровождалась широкомасштабной ТВ-кампанией в Германии на телеканале Sat1, а также промоушеном через многочисленные онлайн-каналы, социальные сети, свои и партнерские порталы INTENIUM.
Также летом 2011 года игра «Аламанди» была запущена в России в партнерстве с компанией Алавар (Alawar).

## Бонга Online (Bonga online)
17 ноября 2011 компания INTENIUM запустила в открытое бета-тестирование браузерную онлайн игру Бонга Online.
Бонга Online — первая браузерная онлайн-игра в портфолио компании INTENIUM. Она разрабатывалась собственной студией разработки в г. Калининград — INTENIUM Studio. Геймплей игры Бонга Online продумывался и балансировался под женскую аудиторию и базируется на очень популярном и трендовом принципе тамагочи и симулятора. Игра представляет собой целостный онлайн мир с динамически меняющимся геймплеем.
В 2012 году Бонга Online появилась в трех крупнейших русских соцсетях: Вконтакте, Мой Мир, Одноклассники. На февраль 2013 число зарегистрированных в Бонга Online игроков перевалило за 500 тыс.: Вконтакте — 150 тыс., Одноклассники — 310 тыс., Мой Мир — 60 тыс.
В январе 2013 года Бонга Online была номинирована на приз «Лучшая казуальная MMO» по версии Game Genetics. Конкурс, организованный Game Genetics, проводится уже в восьмой раз и является признанным независимым конкурсом для онлайновых ММО. Звания в нескольких категориях присуждаются как членами жюри, так и голосами пользователей. В 2012 году более 500 000 человек посетили веб-сайт конкурса и более 50 000 — отдали свой голос за любимые игры.

## Продукты компании

### Онлайн игры
- Аламанди
- Бонга Online

### Скачиваемые игры
- Ацтека
- Бенгал
- Куриная атака
- Куриная атака 2
- Операция жук
- Операция жук 2
- Операция жук 3
- Подводная лодка
- Касуко
- Королевство фей
- Королевство фей 2
- Птички Пираты
- Бриллиантовый бум
- Бриллиантовый бум 2
- Загадка эльфов
- Загадка эльфов 2
- Нептуния
- Посох фараона
- Ферма «Зеленая долина»
- Из первых рук: пропавшая Венера
- Из первых рук: секрет Казановы
- Из первых рук: затерянные в Риме
- Затерянная лагуна: завещание
- Экзорцист
- Из первых рук: пропавшая Венера 2
- Хроники Сандры Флеминг
- Экзорцист 2
- Затерянная лагуна 2: новая жертва
- Экзорцист 3: У истоков зла
- Песочный человек
- Все в сад. Грядки в порядке